# Patriarca grego ortodoxo de Alexandria
O Patriarca Grego Ortodoxo de Alexandria é o sucessor de São Marcos e chefe da Igreja Ortodoxa Grega de Alexandria, no Egito. É parte da Igreja Ortodoxa. Atualmente, o título está com o 124º Patriarca Teodoro II.

## Líder da Igreja
A bispo máximo da Igreja Ortodoxa Grega de Alexandria é o "Papa e Patriarca de Alexandria e toda a África". Seu título completo é "Sua mais divina beatitude, o Papa e Patriarca da grande cidade de Alexandria, Líbia, Pentápole líbia, Etiópia, todo o Egito e toda a África, Pai do pais, Pastor dos pastores, Prelado dos prelados, décimo terceiro apóstolo e juiz de toda a Igreja ['œcumene']". Assim como o Patriarca Ortodoxo Copta de Alexandria e o Patriarca Católico Copta de Alexandria, ele alega para si a sucessão do apóstolo Marcos no cargo de bispo de Alexandria, fundador da Igreja na cidade no século I d.C. e, portanto, fundador do cristianismo na África.